# 人人网
人人网（：RENN），原名校内网，曾一度被视为与Facebook类似的中文SNS网站，同时也是中国大陆最早的校园社交关系网络平台之一。前期的校内网以学生用户作为主要用户群体，但改名为人人网后，其已改变完全偏重于学生群体的策略，而更多地试图将用户群扩展至校外社会，意图扩大其目标用户群体。随着微信朋友圈的兴起，人人网流量急速下跌并日益没落，现时人人网已转型为直播平台。用户可以在人人网上交流，分享信息和用户自创内容，也可以玩在线游戏，参与团购，听音乐等等 。
2011年5月4日，人人网在纽约证券交易所上市。 截至2012年2月，人人网的股价已经跌去2/3。 2013年时人人网的市值已经只有12.5亿美元。相比起2011年上市时市值的55.3亿美元，市值暴跌3/4，到2017年更是跌至4.12亿美元。2018年11月14日，人人公司宣布其子公司北京千橡网景科技发展有限公司已同意将其所从事业务中的人人网社交平台业务相关资产，以2000万美元现金对价出售予北京多牛互动传媒股份有限公司。

## 历史

### 校内网时期
校内网创办于2005年12月，创办人是来自清华大学和天津大学的王兴、王慧文、赖斌强和唐阳等几位大学生。校内网于2006年10月被千橡互动收购，同年底千橡互动的5Q校园网与校内网合并完成。2009年8月14日，校内网改称人人网。
原校内网的基本概念是限制具有特定大学IP地址或者大学电子邮箱的用户注册（改名为人人网后，已不特别限定），用户注册之后可以上传自己的照片、撰写日志、签写留言等。截至2008年2月21日，校内网海外大学共注册用户119952人，港澳台地区共注册用户53145人，共173097人。
校内网于2008年7月正式启动开放平台战略，该平台允许第三方开发者使用人人API创建发布应用插件。首页中也多出应用标签栏。在一定意义上该平台借鉴了Facebook的经验，而且一些热门插件在Facebook上也早已广泛应用。然而部分人人接口糟糕的表现也引起开发者的不满。
校内网刚推出开放平台协议时便遭到诸多业内人士质疑。批评声音主要认为，该协议不够开放，以及对参与开发者的权益不够尊重。协议的首条即限定开发者的程序不得与校内网业务有任何冲突，随后的几条规定限定了所有应用只能用在校内网，限制了第三方网站在校内网推广的可能。此后校内网表示，该公司已收到用户的类似反馈，并将对开放协议的一些条款做出修改。

### 人人网时期
2009年8月4日，校内网官方宣布其正式改名为“人人网”，新域名 renren.com 与原有的 xiaonei.com 都可以使用，但网站内的 Logo 等并未在当天发生变动，且新域名所做的只是简单的重定向到 xiaonei.com。该消息发布几天后，校内网的网页标题由原来的“校内”变成了“校内 人人网”。紧接着在8月14日0时，人人（校内）网因更换域名暂时关闭，凌晨2时，人人网域名 www.renren.com 开始作为主要域名使用，输入 www.xiaonei.com 会重定向到 www.renren.com。8月19日，人人网更换了新Logo。
据騰訊科技報道，2009年11月4日千橡互动集团CEO陈一舟在接受腾讯网专访时，称教育部門以「校内网」易与「教育网」（由中国教育部投资管理）混淆为由，要求人人网改名，不久此文被删除。
2011年10月3日，人人公司以8000万美元全资收购视频分享网站56网(www.56.com)，此交易将在2011年第四季度内完成。收购后，56网将成为人人公司的全资子公司，56网联合创始人兼首席执行官周娟也将加入人人公司管理层担任副总裁。这也是人人公司纽交所上市以来，首次重大战略收购。
2014年11月18日人人網以1000萬美元投資香港客貨車網上電召平台GoGoVan 10%股權，幫助后者向全亞洲擴張。
随着微信崛起人人网流量自2015年以来急剧下滑，于是人人网逐步放弃原有的社交功能并且在2016年开始涉足直播。同年8月，人人网App端改版为视频直播平台。“直播”取代“新鲜事”成为首屏，用户打开人人网App后，首先看到的不是好友的最新动态，而是正在直播的热门主播。2017年人人网PC端也将首页内容由社交平台转为人人直播。而原有的社交Timeline页面则被转移到“新鲜事”页面，需用户手动点击才能打开。
至2017年，人人网市值从2011年上市的55.3亿美元跌至4.12亿美元，缩水92%。Alexa排名也由曾经的前100跌破到现在的1500名之外。
2018年11月14日，人人公司宣布其子公司北京千橡网景科技发展有限公司已同意将其所从事业务中的人人网社交平台业务相关资产，以2000万美元现金对价出售予北京多牛互动传媒股份有限公司。人人网 App随之下架。2019年底，多牛传媒推出全新的人人App，恢复了此前人人网的社交网络。
2024年12月2日中午，人人网官方客服向IT之家表示，人人网已停止服务，消息傳出後，當天晚上其網站首頁換上「服务升级公告」，且無法登錄。

## 竞争对手
- 校内网受到开心网（www.kaixin001.com）的威胁，千橡集团高价购买www.kaixin.com域名，并创办了同样名为“开心网”的高度雷同网站，网友戏称为“山寨开心网”；在2009年9月22日之后，千橡开心网与人人网实现互联互通，各自的账号可以互相登录。[20]2010年10月26日，法院就“真假开心网”案作出判决：千橡集团构成不正当竞争，不得使用与“开心网”相同或近似的名称，并赔偿开心人公司经济损失四十万元。[21]千橡开心网现已与人人网合并。
- www.kaixin.com域名分拆成开心汽车，2019年5月14日通过SPAC上市，股票代码为KXIN，为优信后第二家赴美上市的二手车中国企业。
- QQ校友凭借其强大的用户来源（QQ用户）正在占据校友类网站的份额。
- 豆瓣网是一家基于用户对于图书，电影和音乐兴趣的社交网站。与人人网也存在竞争关系。

## 相关争议
- 人人网具有和Facebook极其类似的界面，被指抄袭。[22]其推出的移动客户端，iPhone梦想版和Android梦想版抄袭Facebook移动客户端尤为严重。
- 人人网的敏感词处理较严格。最初，日志、留言等中的敏感关键字会被自动替换为“好好学习，天天校内”。后来，当撰写中的日志含有关键字时，会发表失败并出现提示：“您的日志中含有违禁内容”。相冊、狀態也會面臨審查，在刪除後管理員會以站內信的方式通知。
- 2008年4月，有消息说日本软银购买了千橡集团约14%的股份，成为后者的第一大股东[23]。于是有人声称“日本公司成为校内网的老板，校内网大学生的资料将会被泄露给日本人”。该消息后来广泛流传于各论坛、QQ群等。对此，校内网发表声明指竞争对手恶意诽谤，并拿出中国互联网协会的文件来证明自身。[24]2009年9月，人人网在完成更名后再次声明该说法纯属谣言，并郑重承诺“千橡集团及下属的人人网没有被任何公司收购，千橡管理团队是人人网绝对的最大股东，全权负责人人网各项管理和经营。千橡集团绝不会将用户资料泄漏给任何其他第三方的机构、团体和企业，更不会泄漏给任何其他国家。”[25]
- 2011年4月29日晚，人人网爆出安全漏洞，利用站内信内嵌代码实施XSS攻击，轻易获取用户个人信息。而网站管理员对此反应迟缓，对用户无任何歉意，并在站内删除和屏蔽有关此事件的图片、日志和站外链接。[26]

### 类似网站
- Facebook
- VKontakte
- orkut
- 開心網

## 外部連結
- 官方网站